# Terrance and Phillip: Behind the Blow
«Terrance and Phillip: Behind the Blow» (en España «Detrás del pedo» y en Hispanoamérica «Terrance y Philip: Detrás del Pedo») Es el quinto episodio de la quinta temporada de la serie animada South Park.

## Trama
Los chicos luego de ver un especial de Detrás del pedo cambian el canal para ver a Terrance & Philip, sin embargo, el episodio presentado es diferido y se preguntan por nuevos episodios. Durante el comercial observan que Terrance y Phillip se presentarían en el Coliseo de Denver y sin pensarlo dos veces deciden ir. Al llegar a la escuela se encuentran con la noticia de que siendo próximamente el día de la Tierra y cuya sede sería South Park. Tres ambientalistas usando lavado cerebral a través del control mental Jedi incitan a los niños a colaborar con la celebración del evento y proteger al medio ambiente de los republicanos, pero los únicos que se resisten a ello son Stan, Kyle, Kenny y Cartman. Al notar que las amenazas de los ambientalistas, Kyle afirma buscar a Terrance y a Phillip para que hagan una presentación al evento y los ambientalistas aceptan debido al nivel de popularidad de las estrellas canadienses.
El día del evento, con las tres boletas que había comprado Kyle, los chicos asisten al evento para observar a un Terrance que ha desarrollado un problema de obesidad, no obstante, Phillip no estaba con él y en su lugar se le había contratado un reemplazo no tan cómico como el Phillip original. Al final los chicos acuden a ver a Terrance para saber que había sucedido con su compañero. Tras colarse en un grupo de mujeres fanáticas, Terrance cuenta a los niños que se había distanciado de Phillip debido a supuestas diferencias creativas y las constantes peleas entre ambos por el crédito del show, además que Phillip estaba en Toronto atuando obras de Shakespeare pero con o sin el, Terrance acudiría a South Park para presentarse en el día de la tierra. Cuando los niños vuelven y cuentan lo sucedido y violentamente los ambientalistas los amenazan y les pagan el viaje a Toronto para invitar a Phillip. Una vez en Toronto, los niños se aburren de ver a Phillip en el estelar de Hamlet pero eso no los detiene ya que convencen a Phillip de acudir al día de la tierra. Phillip se muestra reacio al saber que Terrance estaría allí, pero Kyle miente diciendo que la gente preferiría verlo a él y no a Phillip.
Ambos actores acuden al evento aunque enojado al encontrarse frente a frente de nuevo. Al intentar ensayar un número cómico, Terrance y Phillip terminan peleando. Los ambientalistas enojados tratan de matar a Kenny con un cuchillo de carnicero luego de ignorar los factores de la pelea entre los actores canadienses. Para ganar tiempo, Kyle pone en video el especial documental de Detrás del pedo sobre Terrance & Phillip que muestra los inicios del dúo y el declive actual en el que se encontraban. El pueblo entero observa el especial pero sobre todo Terrance y Phillip quienes lo observan mirando con nostalgia lo que habían vivido hasta entonces. Por ello deciden reconciliarse. Los ambientalistas durante el documental persiguen a los niños creyendo que con el documental estaban destruyendo al planeta.
Cuando los ambientalistas deciden asesinar a Kenny observan como Terrance y Phillip se habían reconciliado y aprendido que al haber compartido durante muchos años no podían permitir que algo se interponiera, o "a menos que algo se interponga entre tus nalgas" y el episodio termina con el dúo cómico actuando durante el evento del día de la tierra.

## Muerte de Kenny
Los ambientalistas le mutilan sus extremidades pero no muere.